# Rodrigo Luna
Rodrigo Luna (, ) é um judoca brasileiro, filiado a Federação Gaúcha de Judô, competidor pela Sogipa
É irmão dos também judocas Renan Nunes e Rochele Nunes.

Em junho de 2012, o sogipano Rodrigo Luna conquistou a medalha de ouro na Copa do Mundo de Buenos Aires.